# Casa Cochs
La Casa Cochs o Cal Cochs és una obra del municipi de Reus (Baix Camp) inclosa en l'Inventari del Patrimoni Arquitectònic de Catalunya.

## Descripció
És un edifici cantoner, de planta quadrada. L'accés principal és al carrer de Prat de la Riba. Està format per planta baixa i entresòl, amb encoixinat de pedra com a sòcol de l'edifici i que segueix l'alineació del carrer. El cos alt és destinat a habitatges, tres pisos a base d'obra vista, amb quatre façanes. Presenta obertures rectangulars emmarcades per llindes i muntants de pedra. Hi ha grups de tres finestres en el centre de cada pis amb un frontó circular. Remata horitzontalment l'edifici un ràfec molt sortit. La porta principal, al carrer de Prat de la Riba, es presenta emmarcat amb una llinda de pedra i dona pas al vestíbul, de gran alçada, que té una ornamentació de pedra, guix i fusta. L'escala està centrada i es troben dos apartaments per planta als pisos. La planta baixa i l'entresòl són oficines. És, potser, l'última casa senyorial que es construeix a Reus, de concepció noucentista en el disseny de la façana principal, que evoluciona cap a un racionalisme modern, com es pot veure en les cotxeres del carrer de Pròsper de Bofarull, al lateral dret de l'edifici. L'arquitecte va ser Francesc Mitjans i Miró, que va passar part de la seva joventut a Reus.

## Història
El solar formava part originàriament dels terrenys del Convent dels Carmelites (antic Hospital de Sant Joan). És un dels edificis més notables construïts per la burgesia reusenca amb el poder econòmic consolidat després de la Guerra Civil. Els Cochs, van ser uns dels més destacats comerciants dedicats a l'exportació de tota mena de productes agraris.